# Michael Rösch
Michael Rösch (Pirna, 4 maggio 1983) è un ex biatleta tedesco naturalizzato belga dal 2014, campione olimpico nella staffetta a Torino 2006.

## Biografia
Originario di Zinnwald di Altenberg e figlio di Eberhard, a sua volta biatleta, Michael Rösch ha iniziato a praticare biathlon a livello agonistico nel 1991 ed è stato allenato da Frank Ullrich.

### Stagioni 2001-2007
Ai Mondiali juniores ha vinto 8 medaglie (4 ori e 4 argenti) tra il 2001 e il 2004. Ha esordito in Coppa del Mondo il 27 febbraio 2004 nella sprint di Lake Placid (45º) e ai Campionati mondiali a Hochfilzen/Chanty-Mansijsk 2005, dove si è classificato 17º nella staffetta mista; in Coppa del Mondo ha conquistato il primo podio il 15 dicembre 2005 nell'individuale di Osrblie (3º) e la prima vittoria il 12 gennaio 2006 nella staffetta di Ruhpolding.
Ai successivi XX Giochi olimpici invernali di Torino 2006, suo esordio olimpico, ha conquistato il risultato più prestigioso della carriera vincendo la medaglia d'oro nella staffetta (assieme a Ricco Groß, Sven Fischer e Michael Greis); si è piazzato inoltre 42º nell'individuale e 10º nella partenza in linea. Nello stesso anno ai Mondiali di Pokljuka 2006 è stato 4º nella staffetta mista. Ai Mondiali di Anterselva 2007 ha vinto la medaglia di bronzo nella staffetta e si è classificato 18º nella sprint, 10º nell'inseguimento e 23º nella partenza in linea; il 15 marzo dello stesso anno ha conquistato l'ultima vittoria in Coppa del Mondo nella sprint di Chanty-Mansijsk.

### Stagioni 2008-2019
Ai Mondiali di Östersund 2008 ha nuovamente vinto la medaglia di bronzo nella staffetta e si è piazzato 25º nell'individuale, 5º nella sprint, 7º nell'inseguimento e 28º nella partenza in linea; a quelli di Pyeongchang 2009 ha vinto per la terza volta la medaglia di bronzo nella staffetta ed è stato 18º nell'individuale, 14º nella sprint, 9º nell'inseguimento e 5º nella partenza in linea. Il 22 gennaio 2012 ha ottenuto l'ultimo podio in Coppa del Mondo nella staffetta di Anterselva (2º).
All'inizio della stagione 2012-2013 ha annunciato di voler cambiare nazionalità e assumere quella belga, ma a causa delle operazioni burocratiche non ha potuto debuttare con i nuovi colori nel corso dell'annata: ha ottenuto il nuovo passaporto soltanto nel gennaio 2014, troppo tardi per consentirgli di partecipare ai XXII Giochi olimpici invernali di Soči 2014. Ai Mondiali di Kontiolahti 2015 si è classificato 13º nell'individuale, 21º nella sprint, 23º nell'inseguimento e 26º nella partenza in linea, a quelli di Oslo 2016 34º nell'individuale e 80º nella sprint e a quelli di Hochfilzen 2017, sua ultima presenza iridata, 55º nell'individuale, 51º nella sprint e 31º nell'inseguimento. Ai XXIII Giochi olimpici invernali di Pyeongchang 2018, sua ultima presenza olimpica, si è classificato 75º nell'individuale, 38º nella sprint e 23º nell'inseguimento. Si è ritirato nel corso della successiva stagione 2018-2019 e la sua ultima gara in carriera è stata la staffetta disputata l'8 febbraio a Canmore, chiusa da Rösch al 14º posto.

## Palmarès

### Olimpiadi
- 1 medaglia:
  - 1 oro (staffetta[2] a Torino 2006)

### Mondiali
- 3 medaglie:
  - 3 bronzi (staffetta[2] ad Anterselva 2007; staffetta[2] a Östersund 2008; staffetta[2] a Pyeongchang 2009)

### Mondiali juniores
- 8 medaglie:
  - 4 ori (staffetta a Chanty-Mansijsk 2001; staffetta a Val Ridanna 2002; sprint a Kościelisko 2003; staffetta ad Alta Moriana 2004)
  - 4 argenti (individuale a Val Ridanna 2002; staffetta a Kościelisko 2003; sprint, inseguimento ad Alta Moriana 2004)

### Europei
- 1 medaglia:
  - 1 oro (staffetta a Minsk 2004)

### Europei juniores
- 3 medaglie:
  - 1 oro (inseguimento a Kontiolahti 2002)
  - 2 argenti (sprint, staffetta a Kontiolahti 2002)

### Mondiali di biathlon estivo
- 3 medaglie:
  - 2 ori (inseguimento, staffetta mista a Oberhof 2009)
  - 1 argento (sprint a Oberhof 2009)

### Coppa del Mondo
- Miglior piazzamento in classifica generale: 5º nel 2006
- 22 podi (9 individuali, 13 a squadre), oltre a quelli conquistati in sede olimpica e iridata e validi anche ai fini della Coppa del Mondo:
  - 3 vittorie (2 individuali, 1 a squadre)
  - 11 secondi posti (5 individuali, 6 a squadre)
  - 8 terzi posti (2 individuali, 6 a squadre)

#### Coppa del Mondo - vittorie
| Data            | Località        | Nazione  | Specialità                                            |
| --------------- | --------------- | -------- | ----------------------------------------------------- |
| 12 gennaio 2006 | Ruhpolding      | Germania | RL (con Alexander Wolf, Sven Fischer e Michael Greis) |
| 15 gennaio 2006 | Ruhpolding      | Germania | PU                                                    |
| 15 marzo 2007   | Chanty-Mansijsk | Russia   | SP                                                    |

Legenda:

SP = sprint

PU = inseguimento

RL = staffetta